# Happiness Begins
Happiness Begins ist das fünfte Studioalbum der US-amerikanischen Band Jonas Brothers. Es erschien am 7. Juni 2019 beim Label Republic Records als Comeback-Album nach ihrer Pause, zehn Jahre nach dem Studioalbum Lines, Vines and Trying Times und sechs Jahre nach dem letzten Livealbum Live. Es erreichte Platz eins in den Billboard 200 mit der bis dahin größten Verkaufswoche eines Albums seit 2017.

## Hintergrund

### Entstehung und Songwriting
Im Juli 2018 kamen Nick, Kevin und Joe Jonas für die Dokumentation Chasing Happiness über ihren bisherigen Weg, von ihrer Kindheit über die Band-Zeit zu jeweiligen Solo- oder anderen Band-Karrieren, wieder beruflich zusammen und beschlossen dabei ihre Wiedervereinigung, für die sie bei Republic Records unterschrieben. Für einen neuen und verbesserten Sound der Band kontaktierte ihre A&R-Managerin des Labels, Wendy Goldstein, die Musikproduzenten Ryan Tedder, Greg Kurstin und Justin Tranter. Die Arbeit an dem Album fand im Sommer statt. Zur Veröffentlichung von Sucker im März erklärte Nick, es sei fast sieben, acht Monate geheim gehalten worden.
Tedder, der während der Produktion als „fünfter Jonas-Brother“ bezeichnet wurde (dies rechnet ihren vierten Bruder Frankie mit ein, auch wenn er kein Mitglied der Band ist), beschrieb den Prozess des Songwritings so: „Wir schrieben einen Song in etwa 90 Minuten, schnitten ihn in der zweiten Stunde und zum Dinner wurde das Demo eingespielt.“ Dieses Album zu schreiben bezeichnete Joe als persönlich und roh. Laut Nick agierten außerdem seine Frau Priyanka Chopra und Sophie Turner, mit der Joe damals noch verlobt war und seit Mai verheiratet ist, als inoffizielle Beraterinnen aufgrund ihres Pop-Geschmacks und Urteilvermögens.

### Inhalt
In Abgrenzung zu ihren früheren Projekten verabschiedeten sich die Jonas Brothers in diesem Album von rockigen Elementen und orientierten sich mehr an Funk- und Dance-Elementen, die Nick und Joe in ihren eigenen Karrieren während der Band-Pause gepflegt hatten. Laut Joe haben Kurstin und Tedder den Code für den Inhalt des Albums geknackt: „Gute-Laune-Songs mit Ansätzen von 80s New Wave, Reggae und Country, verbunden mit ungestellten Schnappschüssen, die zugleich unkonkret sind, um allgemeingültig zu sein.“ Es enthält sowohl Sommerhits wie Cool und Only Human als auch balladige Liebeslieder wie Sucker und Love Her, die sich an ihre Lebensgefährtinnen richten: Laut Nick ist Hesitate Joes Liebesbrief an Sophie Turner und I Believe über seine eigene stürmische Romanze mit Priyanka Chopra. Ihre drei Frauen, neben Turner und Chopra noch Kevins Gattin Danielle Jonas, die sich zusammen „J-Sisters“ nennen, treten zudem mit den Jonas Brothers im Musikvideo zu Sucker auf und haben in dem Booklet des Albums persönliche Danksagungen ihres jeweiligen Partners erhalten. Joe schreibt darin an Sophie etwa: „I will never hesitate“ (Ich werde nicht zögern), was auf das entsprechende Lied verweist. Die letzten beiden Lieder des Albums, Rollercoaster und Comeback, thematisieren ihre Karriere: zuerst das bisherige Auf und Ab und schließlich das aktuelle Comeback.

### Titel
Die Phrase Happiness Begins fällt in den Texten zweier Lieder des Albums: In Only Human fordern die Jonas Brothers auf: „Let's find a place where happiness begins“ (Lass uns einen Ort finden, an dem Glück beginnt). Rollercoaster, in dem sie eine Phase in ihrer Karriere beschreibt, thematisiert das Auf und Ab ihres bisherigen Wegs, so wie auch die Filmdoku Chasing Hapiness, auf dessen Titel der des Albums reagiert. In einem Promovideo vor der Veröffentlichung der Doku sagt Nick: „You spend so much time chasing happiness and not realizing it's been there all along.“ (Man verbringt so viel Zeit damit, dem Glück hintherzujagen, ohne zu erkennen, dass es schon immer da war.) Durch ihre Wiedervereinigung haben sie es wiedergefunden und mit dem Album und der Tour beginnt das Glück von früher wieder. An den Titel knüpft auch der des Konzertfilms zur Tour Happiness Continues (Das Glück geht weiter.) an.

### Bildgestaltung
Das Cover des Albums wurde entworfen von GQ Creative Director Jim Moore und Kostümdesignerin Madeline Weeks und entstand bei einem Photoshooting durch die Fotografin Peggy Sirota an der Privatresidenz „Schnabel Family Retreat“ in den Hügeln von Little Tuscany, Palm Springs (Kalifornien), welche einen 360°-Blick auf Stadt, Tal und Berge ermöglicht. Es zeigt die Brüder von hinten am Pool der Residenz liegend und im Hintergrund Palmen und Berge. Mit dem Himmel und dem Pool dominiert in der Farbgebung ein blasses Hellblau, durch das es zugleich sommerlich als auch frisch-kühl wirkt. Unter den Fans kam dieses Bild auf den Social Media allerdings nicht gut an.
Die CD-Hülle enthält im Inneren außerdem eine Kinderzeichnung, angefertigt von Kevins Töchtern Alena und Valentina, nachdem er sie gebeten hatte, etwas Besonderes für das Album zu zeichnen.

## Veröffentlichung und Promotion
| Chronologie                         | Chronologie                     | Chronologie                         |
| ----------------------------------- | ------------------------------- | ----------------------------------- |
| 28. Februar 2019                    | Sucker                          | Verkündung                          |
| 1. März 2019                        | Sucker                          | Veröffentlichung (Single und Video) |
| 4. bis 7. März 2019                 | Sucker                          | Promotion bei The Late Late Show    |
| 2. April 2019                       | Cool                            | Verkündung                          |
| 5. April 2019                       | Cool                            | Veröffentlichung (Single und Video) |
| 22. April 2019                      | Happiness Begins                | Verkündung                          |
| 1. Mai 2019                         | Happiness Begins Tour           | Verkündung                          |
| 8. Mai 2019                         | Chasing Happiness               | Verkündung                          |
| 11. Mai 2019                        | Cool                            | Performance bei Saturday Night Live |
| 4. Juni 2019                        | Chasing Happiness               | Veröffentlichung                    |
| 7. Juni 2019                        | Happiness Begins                | Veröffentlichung                    |
| 13. Juni 2019                       | Only Human                      | Performance bei The Tonight Show    |
| 2. Juli 2019                        | Only Human                      | Veröffentlichung (digital, Radio)   |
| 7. August 2019 bis 22. Februar 2020 | Happiness Begins Tour           | Start                               |
| 13. August 2019                     | Only Human                      | Veröffentlichung (Video)            |
| 24. April 2020                      | Happiness Continues Konzertfilm | Veröffentlichung                    |

### Singles
Zwei Singleauskopplungen erschienen vor und bislang eine nach dem Album. Diese sind die ersten drei Titel des Albums.

#### Sucker
Die Jonas Brothers begannen ihr Comeback mit der Veröffentlichung der Single Sucker gemeinsam mit dem Musikvideo am 1. März um Mitternacht. Zuvor hatten sie ihre Social-Media-Accounts schwarz gefärbt und dann einen Tag vorher am 28. Februar das Coverbild mit dem Titel enthüllt. Zur Promotion traten sie vom 4. bis 7. März eine Woche lang in der The Late Late Show with James Corden in verschiedenen Segmenten auf und spielten den Song.

#### Cool
Cool wurde am 5. April veröffentlicht. Das Musikvideo erschien am selben Tag. Die Jonas Brothers spielten den Song erstmals am 11. Mai live bei Saturday Night Live.

#### Only Human
Only Human ist die erste Singleauskopplung nach Veröffentlichung des Albums. Zuerst spielten die Jonas Brothers am 13. Juni das Lied bei der The Tonight Show. Die Single erschien am 2. Juli digital und im Radio, das Musikvideo am 13. August.

### Dokumentation
Am 4. Juni wurde die begleitende Dokumentation Chasing Happiness auf Prime Video veröffentlicht, die neben früheren Songs zusätzlich als erstes Lied im Film Rollercoaster zur Untermalung einer Zusammenstellung von Videomaterial und im Schlussteil des Films den Refrain von Comeback abspielt, sodass diese Lieder ebenfalls vor dem Album premierten.

### Album
Das Album erschien erst nach den Veröffentlichungen der ersten beiden Singleauskopplungen von Sucker und Cool. Am 22. April verkündeten die Brüder das Album über den Band-Account auf Twitter als auch jeweils separat mit Bekanntgabe des Titels, Albumcovers und Datum der Veröffentlichung. Diese fand statt am 7. Juni.
Editionen
Das Album wurde zugleich als CD und digital als Download und zum Streamen veröffentlicht, außerdem eine exklusiv bei Target erhältliche Fassung mit zwei Bonustiteln, die auch in Japan auf dem Album enthalten sind. Am 16. August erschien es in den USA als Vinyl mit zwei LPs.
Ab dem 30. August sind exklusiv auf dem Online-Shop der Jonas Brothers als CD, Vinyl oder Kassette jeweils eine personalisierte Version pro Bruder; die Kassette und die LPs sind bei Joes Version grün, bei Nicks Version pink, bei Kevins Version blau. Außerdem ist ein Coverbild, das den jeweiligen Bruder zeigt, vorhanden.

### Tour
Die zugehörige Tour hin begann am 7. August. Nach und nach wurden mehrere Termine in Nordamerika und eine Europa-Tour bis zum 22. Februar hinzugefügt. Am 24. April 2020 erschien auf Prime Video ein Konzertfilm zur Tour mit dem Titel Happiness Continues.

## Titelliste
| Nr.          | Titel               | Autor(en)                                                         | Produktion              | Länge |
| ------------ | ------------------- | ----------------------------------------------------------------- | ----------------------- | ----- |
| 1.           | Sucker              | Nick, Joe und Kevin; Ryan Tedder, Louis Bell, Frank Dukes         | Tedder, Dukes           | 3:01  |
| 2.           | Cool                | Nick, Joe und Kevin; Tedder, Casey Smith, Zach Skelton            | Tedder, Skelton         | 2:47  |
| 3.           | Only Human          | Nick, Joe und Kevin; Shellback                                    | Shellback               | 3:03  |
| 4.           | I Believe           | Nick, Greg Kurstin, Mozella                                       | Kurstin                 | 3:37  |
| 5.           | Used To Be          | Nick, Tedder, Bell, Skelton                                       | Tedder, Bell            | 3:04  |
| 6.           | Every Single Time   | Nick und Joe; Kurstin, Mozella                                    | Kurstin                 | 3:32  |
| 7.           | Don't Throw It Away | Nick und Joe; Kurstin, Mozella                                    | Kurstin                 | 2:52  |
| 8.           | Love Her            | Nick, Joe und Kevin; Mike Elizondo                                | Elizondo                | 3:13  |
| 9.           | Happy When I'm Sad  | Nick, Joel Little, Sarah Aarons                                   | Little, Tedder, Skelton | 2:38  |
| 10.          | Trust               | Nick und Joe; Tedder, Jason Evigan, Ammar Malik                   | Tedder, Evigan          | 3:00  |
| 11.          | Strangers           | Nick und Joe; Kurstin, Mozella                                    | Kurstin                 | 3:53  |
| 12.          | Hesitate            | Joe, Mike Sabath, Justin Tranter, Kennedi Lykken                  | Sabath                  | 3:28  |
| 13.          | Rollercoaster       | Tedder, Skelton, Smith, Jason Jeberg, Michael Pollack             | Tedder, Skelton, Jeberg | 3:01  |
| 14.          | Comeback            | Nick, Joe und Kevin; Sylvester Willi Sivertsen, James Alan Ghaleb | Sivertsen               | 2:35  |
| Gesamtlänge: | Gesamtlänge:        | Gesamtlänge:                                                      | Gesamtlänge:            | 43:44 |

Bonustitel
Auf einer exklusiv von Target Corporation vertriebenen und der in Japan erhältlichen Fassung sind zwei weitere Titel enthalten: ein weiterer neuer Song und die Akustikversion eines Liedes.
| Nr.          | Titel          | Autor(en)                                      | Produktion   | Länge |
| ------------ | -------------- | ---------------------------------------------- | ------------ | ----- |
| 15.          | First          | Joe, Sabath, Tranter, Lykken, Homer Steinweiss | Sabath       | 2;58  |
| 16.          | Cool (Akustik) | Nick, Joe und Kevin; Tedder, Smith, Skelton    | Skelton      | 2:33  |
| Gesamtlänge: | Gesamtlänge:   | Gesamtlänge:                                   | Gesamtlänge: | 49:15 |

## Rezeption
Das Album bekam sehr positive Bewertungen von den Musikkritikern. Roisin O' Connor vom Independent geht bei ihrem Urteil sogar in die Superlative: Das Album enthalte die besten Songs der Band und sei das beste Pop-Comeback und Pop-Album des Jahres. Für Stephen Thomas Erlewine von Allmusic klingt das Album eher untypisch für das Jahr: „Die gesamte Stimmung von Happiness Begins ist mit Stolz nicht im gleichen Takt mit 2019. Die Jonas Brothers haben keine Zeit für die Art depressiver Partymusik, die die späten Nächte der letzten 2010er Jahre antreibt; sie schwören immer noch Treue auf gute Zeiten und süß-traurige Melodien, die dazu da sind, zu besänftigen und zu trösten. […] Das Album bietet altmodische Pop-Werte auf eine Art, die sich merklich frisch und modern anfühlt.“ Olivia Horn von Pitchfork schließt, nachdem sie referierte, wie die Band in ihrer früheren Zeit von der Popkultur verlacht wurde, mit dem Urteil, Happiness Begins sei zwar keineswegs ein ungewöhnliches Album, aber eine respektable Darbietung einer Gruppe, die schon lange mehr Respekt verdiene, als sie erhalten habe. Von diesem spricht auch A. D. Amorosi für Variety: das Album sei ein hermetisch versiegeltes und gefühlvoll „poptimistisches“ Werk, das dazu zwinge, die Jonas Brothers über ihren Disney-fizierten Boyband-Erfolg hinaus zu respektieren.

## Kommerzieller Erfolg

### Chartplatzierungen
Nachdem Sucker bei seinem Einstieg in die Billboard Hot 100 das erste Mal für eine Single der Jonas Brothers den ersten Platz erreicht hatte, holte diesen auch das Album in der ersten Woche in den Billboard 200 mit 414.000 album-gleichen Verkäufen, darunter 357.000 Albumverkäufen. Dies stellte zu dem Zeitpunkt die größte Verkaufswoche eines Albums im Jahr 2019 und seit 2017, womit es Reputation von Taylor Swift ablöste. Im August wiederum löste Swift selbst Happiness Begins mit ihrem neuen Album Lover für die größte Verkaufswoche ab.
Den ersten Platz erreichte das Album in den drei nordamerikanischen Staaten, neben den Vereinigten Staaten in Kanada und Mexiko; in Deutschland erreichte es Platz 17.
| ChartsChartplatzierungen       | Höchstplatzierung | Wochen |
| ------------------------------ | ----------------- | ------ |
| Deutschland (GfK)              | 17 (3 Wo.)        | 3      |
| Österreich (Ö3)                | 14 (2 Wo.)        | 2      |
| Schweiz (IFPI)                 | 16 (2 Wo.)        | 2      |
| Vereinigte Staaten (Billboard) | 1 (56 Wo.)        | 56     |
| Vereinigtes Königreich (OCC)   | 2 (5 Wo.)         | 5      |

| ChartsJahrescharts (2019)      | Platzierung |
| ------------------------------ | ----------- |
| Vereinigte Staaten (Billboard) | 25          |

### Auszeichnungen für Musikverkäufe
In Kanada wurde das Album im August 2019 mit Platin ausgezeichnet.

| Land/Region                  | Auszeichnungen für Musikverkäufe (Land/Region, Auszeichnung, Verkäufe) | Verkäufe  |
| ---------------------------- | ---------------------------------------------------------------------- | --------- |
| Brasilien (PMB)              | Gold                                                                   | 20.000    |
| Dänemark (IFPI)              | Platin                                                                 | 20.000    |
| Kanada (MC)                  | 2× Platin                                                              | 160.000   |
| Neuseeland (RMNZ)            | Platin                                                                 | 15.000    |
| Niederlande (NVPI)           | Gold                                                                   | 20.000    |
| Polen (ZPAV)                 | Platin                                                                 | 20.000    |
| Schweiz (IFPI)               | Gold                                                                   | 10.000    |
| Singapur (RIAS)              | Gold                                                                   | 5.000     |
| Vereinigte Staaten (RIAA)    | Platin                                                                 | 1.000.000 |
| Vereinigtes Königreich (BPI) | Silber                                                                 | 600.000   |
| Insgesamt                    | 1× Silber · 4× Gold · 6× Platin ·                                      | 1.330.000 |

Hauptartikel: Jonas Brothers/Auszeichnungen für Musikverkäufe